# Pęcherzyca zwykła
Pęcherzyca zwykła (łac. pemphigus vulgaris) – przewlekła autoimmunologiczna choroba skóry przebiegającą z powstawaniem pęcherzy, występującą najczęściej u osób starszych. Objawia się powstawaniem wiotkich pęcherzy śródnaskórkowych wskutek akantolizy (utraty przylegania komórek nabłonka). Wraz z pęcherzycą liściastą i pęcherzycą paraneoplastyczną należy do grupy dermatoz pęcherzowych akantolitycznych. Pęcherze w tej chorobie mają dużą skłonność do pękania, dlatego w obrazie klinicznym dominują nadżerki i zmiany złuszczające, szerzące się obwodowo. Pęcherzyca zwykła jest najcięższą odmianą pęcherzycy.

## Patofizjologia
Podłoże choroby jest autoimmunologiczne i jej objawy  występują częściej u osób z haplotypem HLA-DR4 i DRw6. W pęcherzycy zwykłej obecne są krążące autoprzeciwciała przeciw desmogleinie 3 w klasie IgG. Najbardziej prawdopodobny mechanizm akantolizy wiąże się z zaburzeniem adhezji komórek w związku z dysfunkcją desmogleiny 3. Antygeny przeciwko którym skierowane są przeciwciała znajdują się w całym naskórku, w odróżnieniu do pęcherzycy liściastej, w której antygeny mają większą ekspresję w górnych warstwach naskórka. W diagnostyce pęcherzycy wykorzystuje się możliwość stwierdzenia obecności złogów IgG na powierzchni keratynocytów zarówno w obrębie skóry zdrowej, jak i chorobowo zmienionej, natomiast w miejscach zmian pęcherzowych występują również złogi komplementu.

## Objawy
Na ogół objawy ze strony błon śluzowych wyprzedzają objawy skórne. Są to nadżerki błony śluzowej jamy ustnej, niekiedy także w obrębie spojówek, jamy nosowo-gardłowej, strun głosowych i przełyku. Zmiany w obrębie błon śluzowych stwierdza się w 90% przypadków. Na skórze pojawiają się pęcherze o wiotkiej pokrywie, po pęknięciu których utrzymują się żywoczerwone nadżerki o tendencji do szerzenia się obwodowo. Charakterystyczny jest objaw Nikolskiego - ucisk na skórę dłonią powoduje oddzielanie się naskórka czyli powstanie pęcherza, a także objaw Asboe-Hansena – powiększenie obwodu pęcherza pod wpływem ucisku na jego pokrywę. Często obok pęcherzy obecne są zmiany rumieniowe będące podłożem dla pęcherzyków i pęcherzy. Typowa lokalizacja zmian skórnych w przebiegu choroby to:
- owłosiona skóra głowy
- twarz
- kark
- okolica pachowa
- tułów.

Przebieg jest przewlekły, stan ogólny stosunkowo dobry. Choroba przebiega ze świądem, w przypadku ubytków naskórka dołącza się ból. Bolesność w przypadku rozległych nadżerek w jamie ustnej może powodować dysfagię. Nadżerki w gardle i na strunach głosowych mogą wywołać bezgłos. Zmiany skórne, jeśli nie dołączy się zakażenie, goją się bez pozostawienia blizn. Zwykle nie stwierdza się gorączki.

## Typy pęcherzycy zwykłej
Objawy w pęcherzycy zwykłej nie są jednorodne, co dało podstawy dla wyodrębnienia kilku odmian tej jednostki chorobowej:
- Pecherzyca bujająca (pemphigus vegetans) - cechuje się występowaniem brodawkujących, przerosłych ognisk w obrębie fałdów skórnych, pachwin i okolic otworów naturalnych ciała, obok wykwitów typowych dla pęcherzycy zwykłej w jej typowej odmianie.
- Pęcherzyca opryszczkowata (pemphigus herpetiformis) - zmiany rumieniowo- pęcherzykowe występują w układzie opryszczkowatym (kolisty lub obrączkowaty kształt wykwitów).
- Pęcherzyca brazylijska (endemiczna) (fogo selvagem) - endemicznie występuje w Ameryce Południowej, ma związek z wirusami i jest przenoszona przez ukłucia owadów.

## Różnicowanie
1. Pemfigoid (pemphigoid)
2. Rumień wielopostaciowy (erythema multiforme)
3. Zespół Stevensa-Johnsona
4. Pemfigoid bliznowaciejący (pemphigoid cicatricans)
5. Afty (aphtae)
6. Nawrotowa opryszczka błon śluzowych (herpes mucosae oris recidivans)

## Leczenie
W chwili obecnej stosuje się schematy leczenia ciągłego lub pulsowego oparte na:
- steroidach (prednizon, deksometazon)
- immunosupresantach (azatiopryna, cyklofosfamid)

Ponadto podaje się antybiotyki w pęcherzycy zakażonej.
Wykazano dużą skuteczność leczenia biologicznego w leczeniu pęcherzycy opornej na steroidoterapię i immunosupresję - obecnie stosuje się chimeryczne przeciwciało monoklonalne klasy IgG1, Rituximab.

## Rokowanie
Jeszcze do niedawna nawet większość lekarzy uważała pęcherzycę za chorobę o bardzo złym rokowaniu, wręcz z zasady śmiertelną - niemniej wprowadzenie nowych terapii i schematów intensywnego, długotrwałego leczenia wpływają korzystnie na przeżywalność. W chwili obecnej śmiertelność z powodu pęcherzycy zwykłej lub jej powikłań ocenia się na 5-15% przypadków.